# Lavanttal-Arena
El Lavanttal-Arena anteriormente llamado Sportstadion Wolfsberg es un estadio de fútbol ubicado en la ciudad de Wolfsberg en Carintia, Austria. El estadio fue inaugurado en 1984 y posee una capacidad para 7300 espectadores, es utilizado por el Wolfsberger AC club de la Bundesliga Austriaca.
En 2012, el estadio fue reconstruido después de que el Wolfsberger AC accediera por primera vez a la Bundesliga Austriaca. Se construyó la actual tribuna principal y se aumentó la capacidad a las 7300 personas. Los costes totales de la expansión y otras conversiones ascendieron a 2,5 millones de euros.

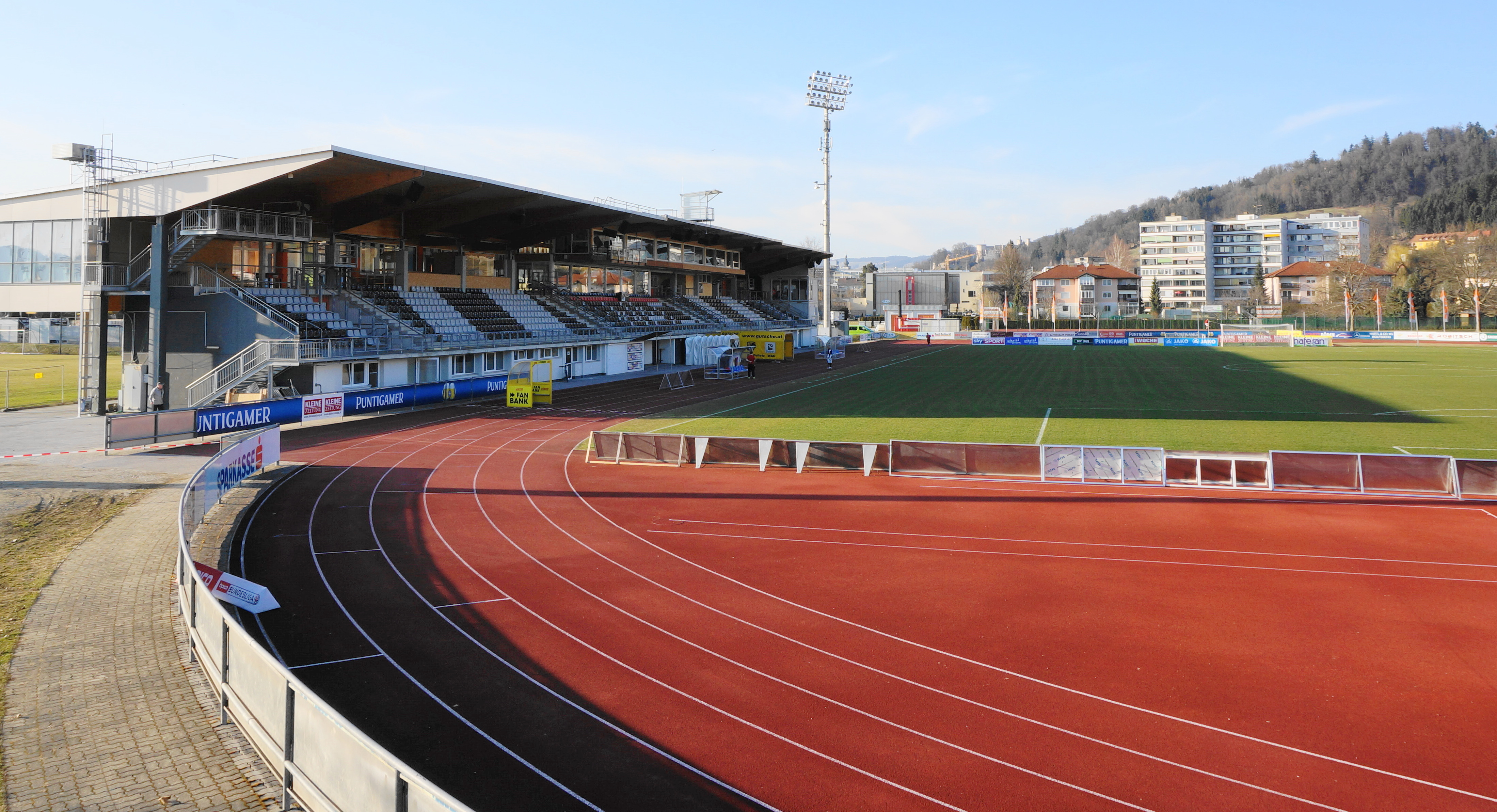
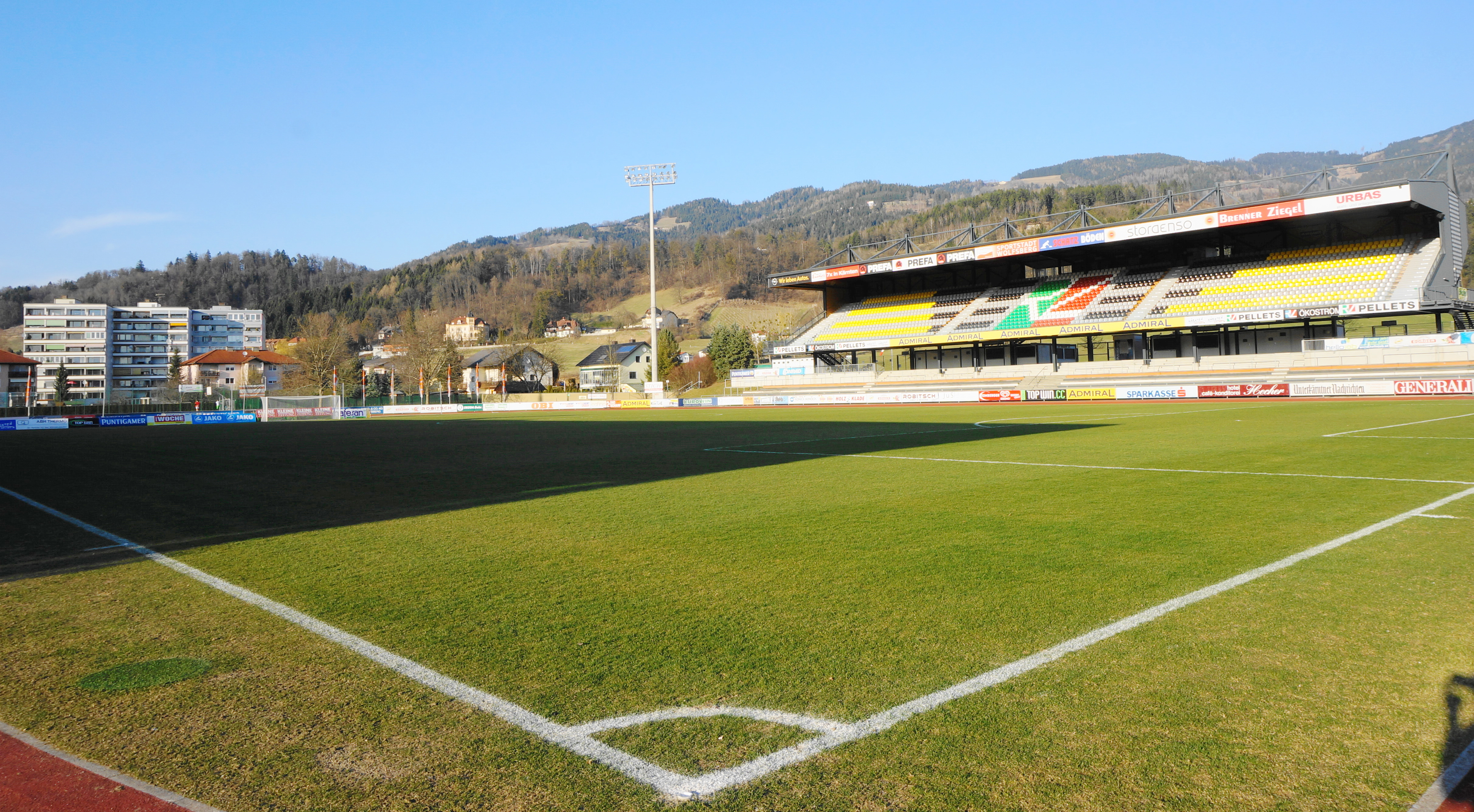